# Domašov nad Bystřicí
Domašov nad Bystřicí (en allemand : Domstadt) est une commune du district et de la région d'Olomouc, en Tchéquie. Sa population s'élevait à 494 habitants en 2023.

## Géographie
Domašov nad Bystřicí se trouve à 6 km au nord de Moravský Beroun, à 22 km au nord-est d'Olomouc, à 60 km à l'ouest-sud-ouest d'Ostrava et à 219 km à l'est-sud-est de Prague.
La commune est limitée par Moravský Beroun et Norberčany au nord, par Město Libavá et la zone militaire de Libava à l'est, par Jívová au sud et au sud-ouest, et par Hraničné Petrovice à l'ouest.

## Histoire
La première mention écrite de la localité date de 1271.

## Transports
Par la route, Domašov nad Bystřicí se trouve à 7,7 km de Moravský Beroun, à 25 km d'Olomouc et à 265 km de Prague.